# Il West ti va stretto, amico... è arrivato Alleluja
Il West ti va stretto, amico... è arrivato Alleluja è un film del 1972 diretto da Giuliano Carnimeo.
Il film è il sequel di Testa t'ammazzo, croce... sei morto - Mi chiamano Alleluja del 1971.

## Trama
Johnny la Faina (Alleluja) ed il suo gruppo di pistoleri rubano un idolo azteco per conto del generale Ramirez, ma due avventurieri (Archie e Fleurette) si inseriscono nella vicenda e quest'ultima, dopo essere entrata in possesso dell'idolo lo fa cadere da una altura e sulla testa di un appartenente a una setta religiosa. Alleluja ed i suoi compagni riescono comunque recuperare l'idolo mettendo fuori combattimento tutti i loro avversari, ma nella diligenza che utilizzano per tornare in California ritrovano Fleurette che cerca di derubarli ancora una volta.